# Bolbolaimus wieseri
Bolbolaimus wieseri is een rondwormensoort uit de familie van de Microlaimidae.